# Distretto di Sidi Maarouf
Il distretto di Sidi Maarouf è un distretto della provincia di Jijel, in Algeria.

## Comuni
Il distretto di Sidi Maarouf comprende 2 comuni:
- Sidi Maarouf
- Ouled Rabah